# Longmen-Grotten
Die Longmen-Grotten (auch Drachentor-Grotten, chinesisch 龙门石窟, Pinyin lóngmén shíkū) am Yi-Fluss 13 Kilometer südlich der alten Hauptstadt Luoyang zählen zu den vier berühmtesten buddhistischen Grotten Chinas, die anderen drei sind die Mogao-Grotten in Dunhuang, die Yungang-Grotten in Datong und die Dazu-Grotten in Chongqing.
Die Grotten liegen im Yihe-Flusstal zwischen dem Duft-Berg und dem Longmen-Berg. Der Bau der Grotten begann in der Nördlichen Wei-Dynastie und dauerte ca. 400 Jahre bis in die Zeit der Tang-Dynastie. Es gibt hier insgesamt 2345 Nischen, über 100.000 Buddhastatuen und mehr als 2800 Inschriften. Die größte Statue ist der 17,14 Meter hohe Buddha Vairocana und die kleinste Mikrogravur-Buddhafigur ist nur 2 Zentimeter hoch.

## Hauptgrotten

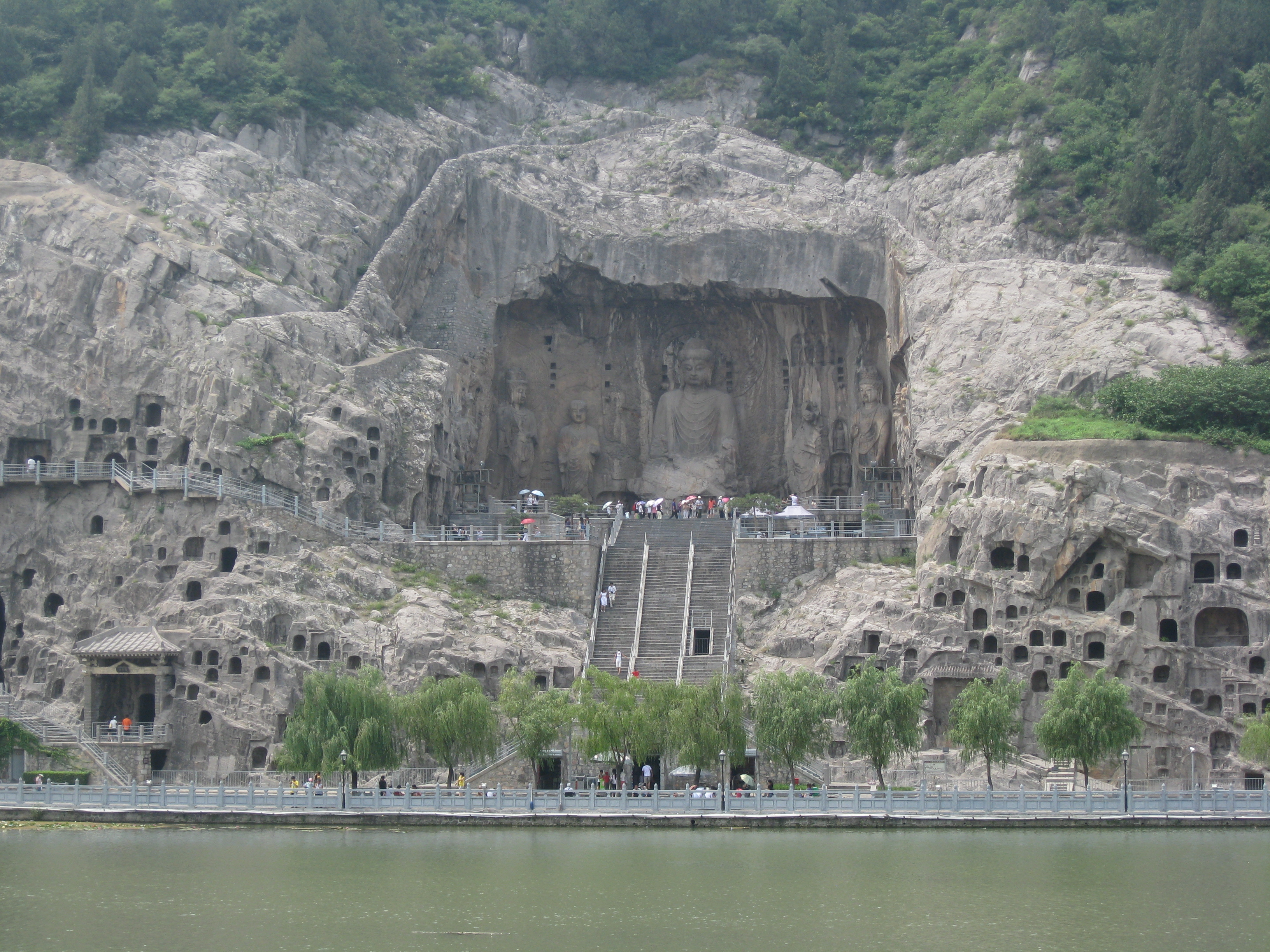

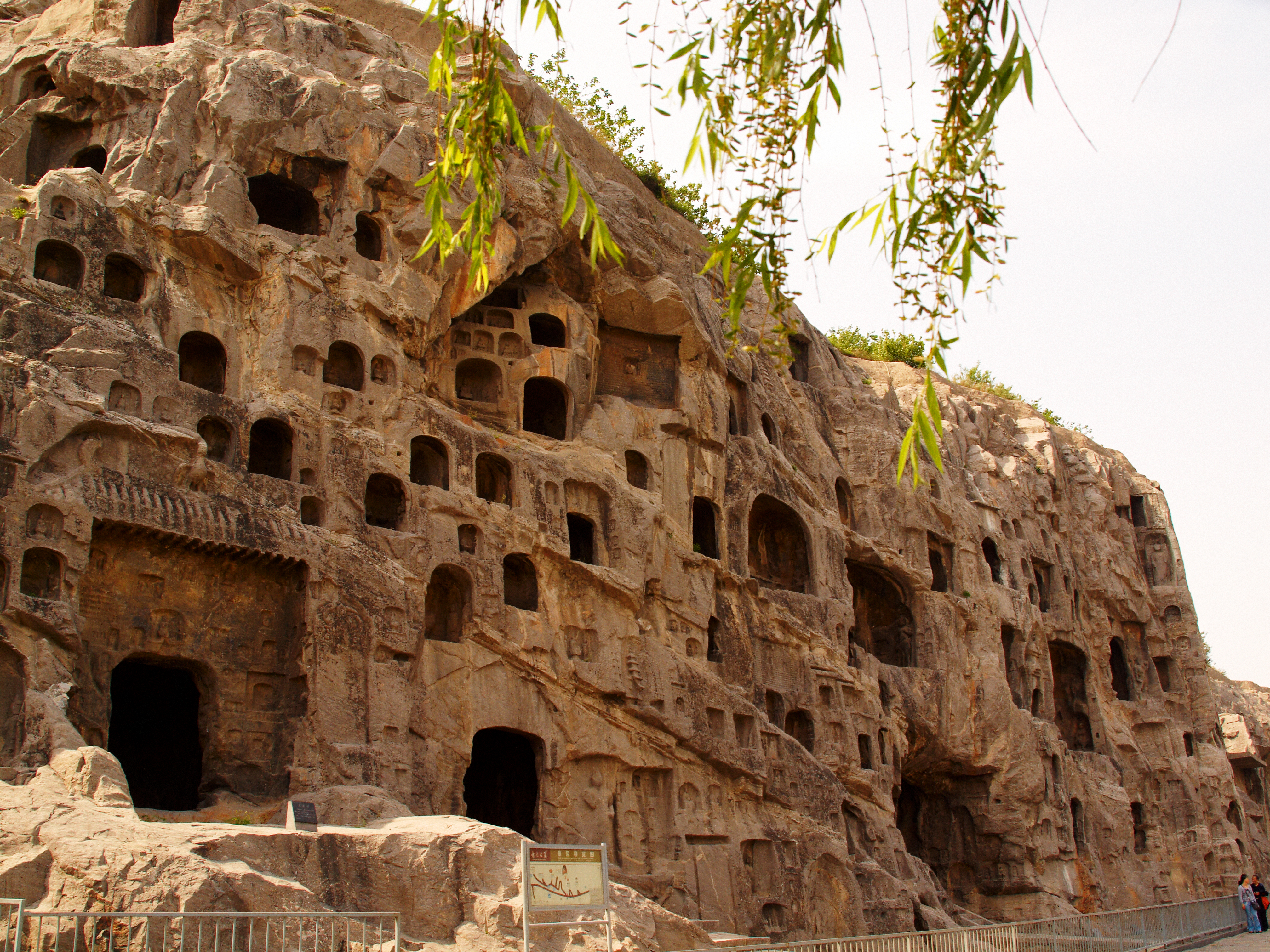

Die Hauptgrotten sind die folgenden (die Jahreszahlen in Klammer verweisen auf den Beginn ihrer Gestaltung):
- 古阳洞 Guyang-dong (493),
- 宾阳洞 Binyang-dong (505),
- 莲花洞 Lianhua-dong (520er),
- Shiku-si (520er),
- 魏字洞 Weizi-dong (520er),
- Shisiku (520er),
- 药方洞 Yaofang-dong (570),
- Zhaifu-dong (etwa 636),
- 惠简洞 Huijian-dong (630er),
- Fahua-dong (650er),
- 奉先寺 Fengxian-si (672),
- 万佛寺 Wanfo-si (670-680er),
- 极南洞 Jinan-dong (684),
- Ganjing-si (684) und
- 擂鼓台洞 Leigutai-dong (684).[11]

## Geschichte
Im Jahr 493, während der Nördlichen Wei-Dynastie, wurde mit dem Bau der Grotten begonnen und über 400 Jahre fortgesetzt. Zu den Förderern der Stätte gehörte Chinas einzige (eigenberechtigte) Kaiserin Wu Zetian.
Die Flussufer des Yi sind im Bereich der Grotten als Promenaden gestaltet. Seit 1961 stehen die Grotten auf der Liste der Denkmäler der Volksrepublik China in Henan (1-37).
Zur Zeit der Kulturrevolution wurden viele Buddha-Figuren zerstört oder stark beschädigt. Aber auch Witterungseinflüsse, Vandalismus und nicht zuletzt Kunsträuber aus aller Welt hatten ihren Anteil an der Zerstörung bzw. Ausplünderung der Grotten. Die meisten Grotten befinden sich am westlichen Steilufer des Flusses Yi. Am östlichen Ufer wurde um die letzte Jahrtausendwende der Xiangshan-Tempel rekonstruiert. Sein Gebäudekomplex umfasst auch die ehemalige Villa von Chiang Kai-shek und Madame Chiang (Jiangsong). Der Baiyuan-Garten, ebenfalls am Ostufer des Longmen, enthält das Mausoleum des Bai Juyi, eines berühmten Dichters der Tang-Dynastie.
Die Grotten wurden 2000 zum UNESCO-Weltkulturerbe erklärt.

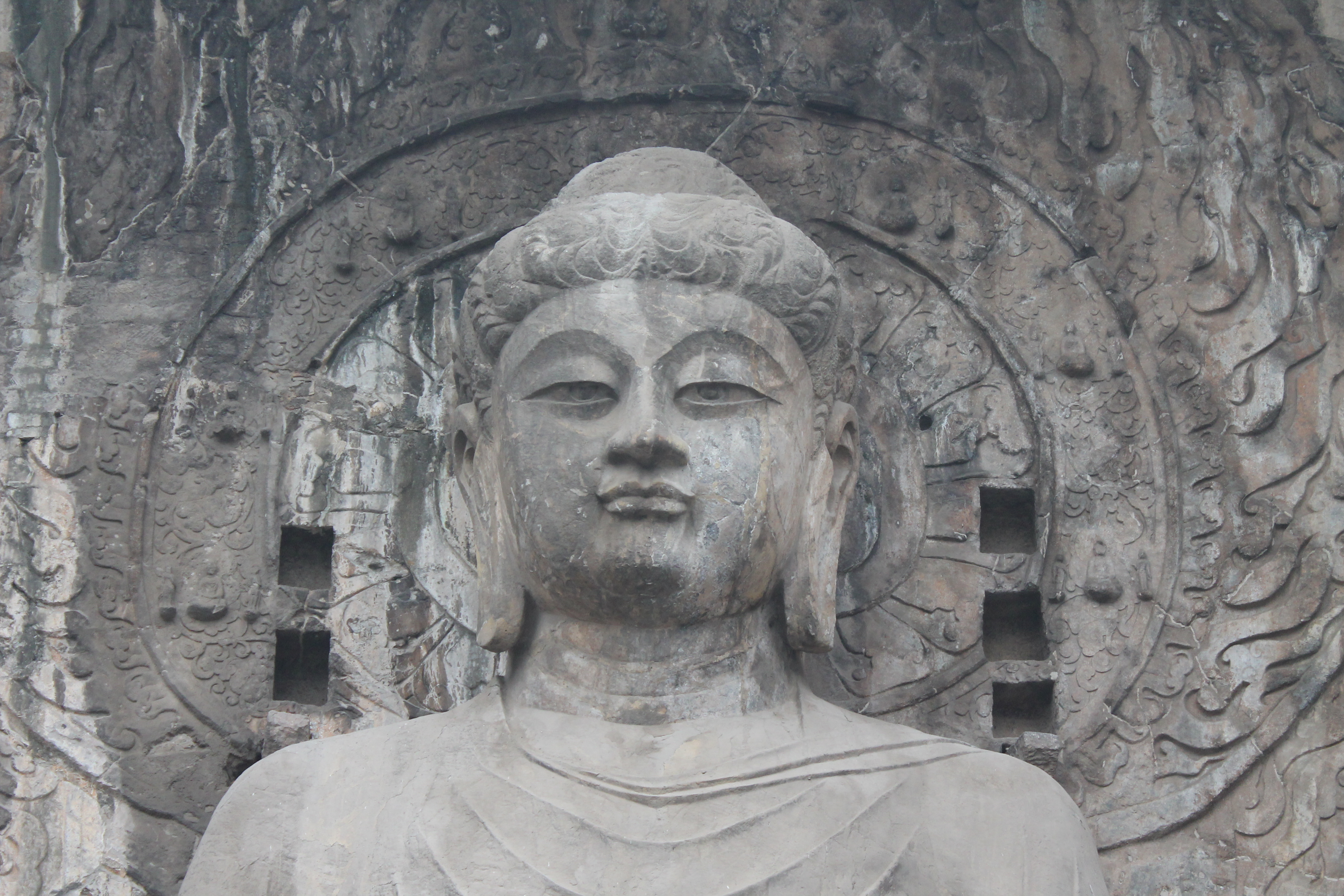
Großer Vairocana
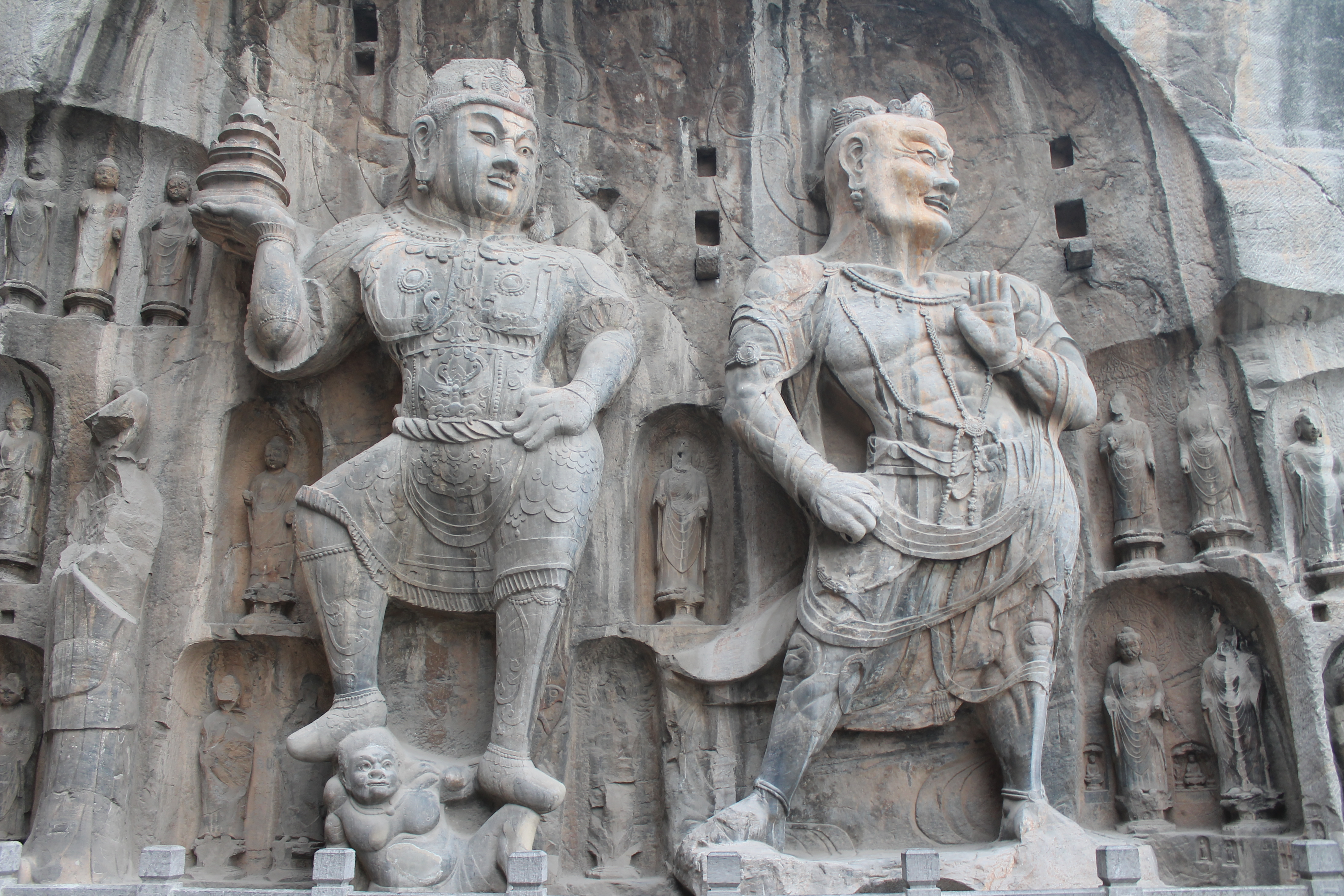
Große Bodhisatvas
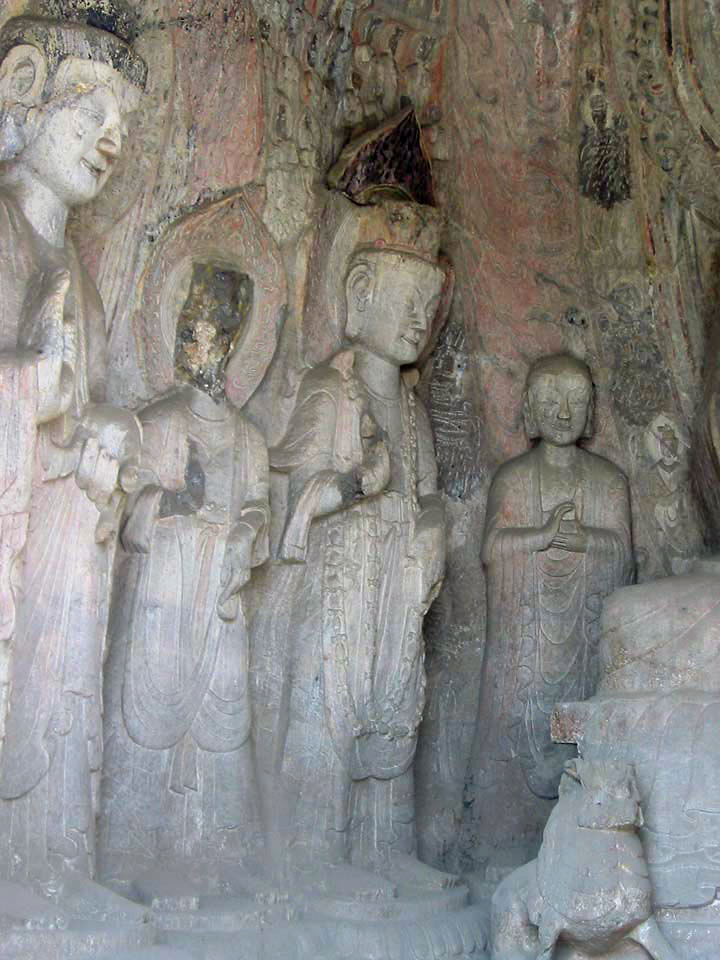
Binyang, mittlere Grotte, Südwand
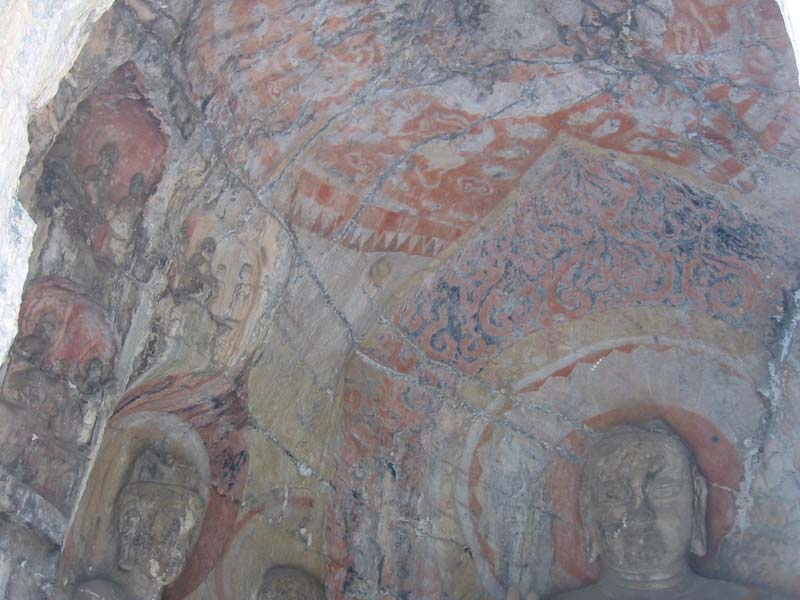
Binyang, nördliche Grotte, Höhlendecke
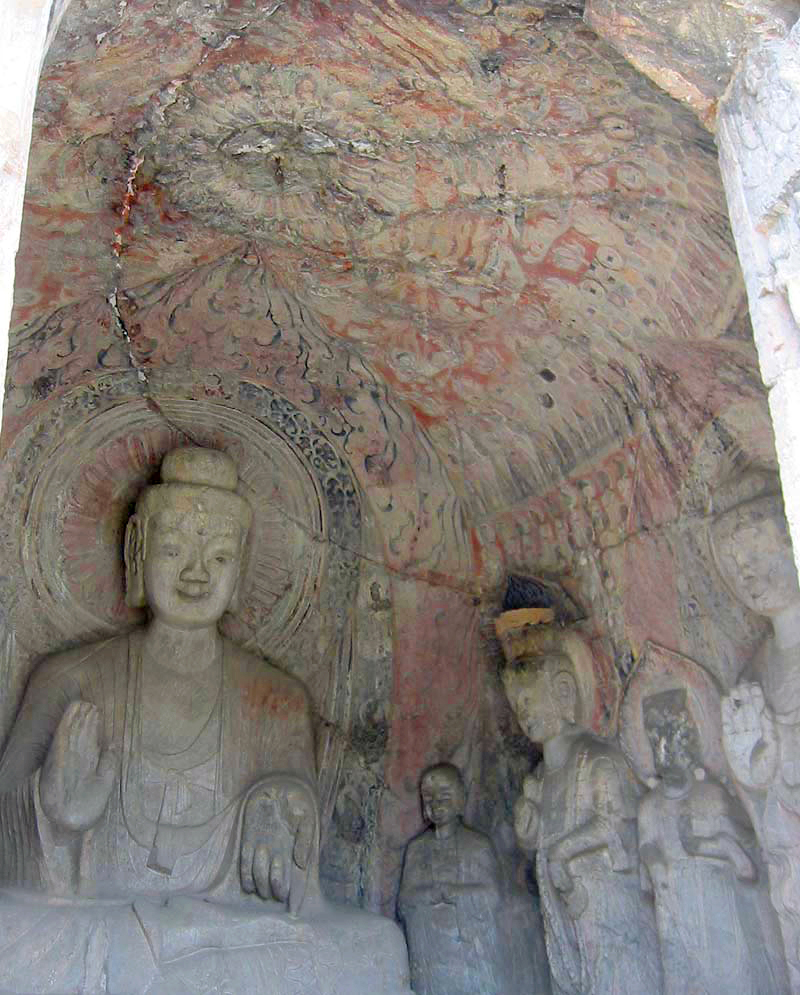
Binyang, mittlere Höhle
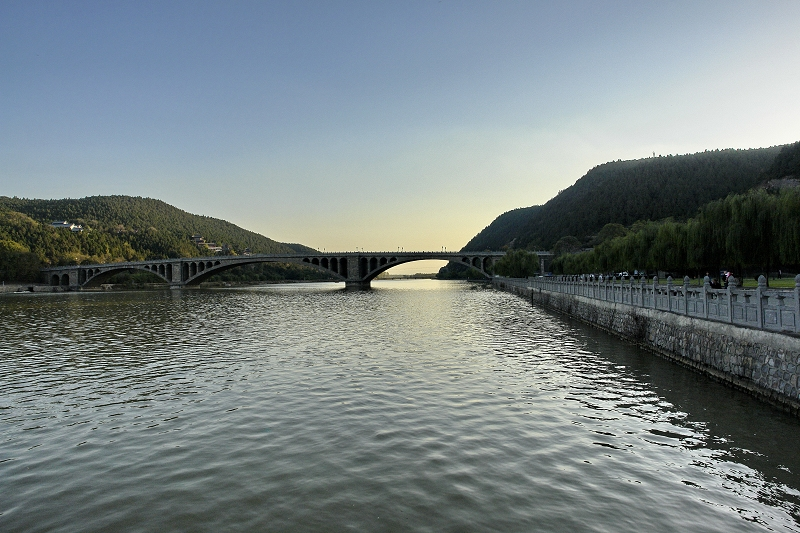
Der Fluss Yi bei den Grotten
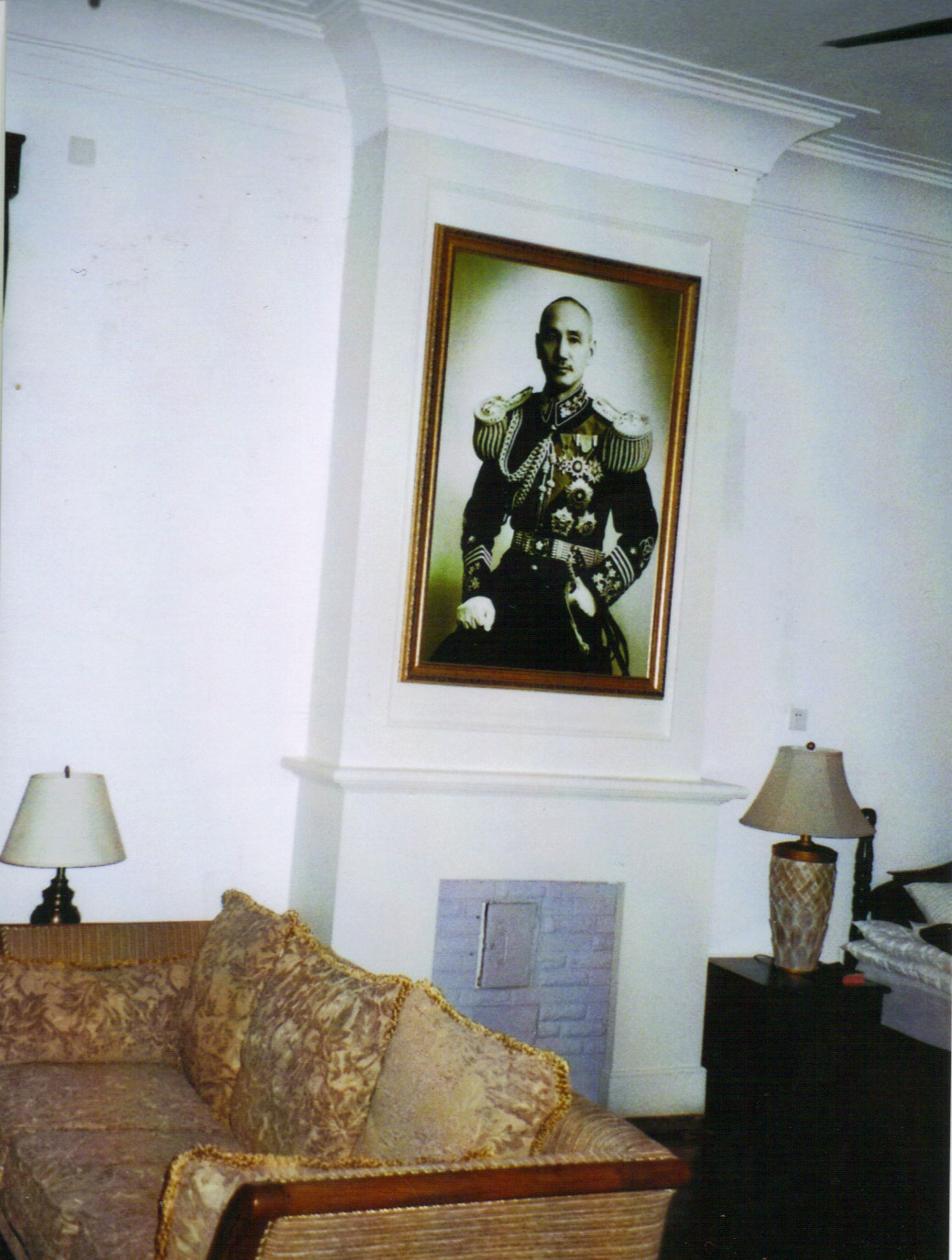
Chiang Kai-sheks Villa
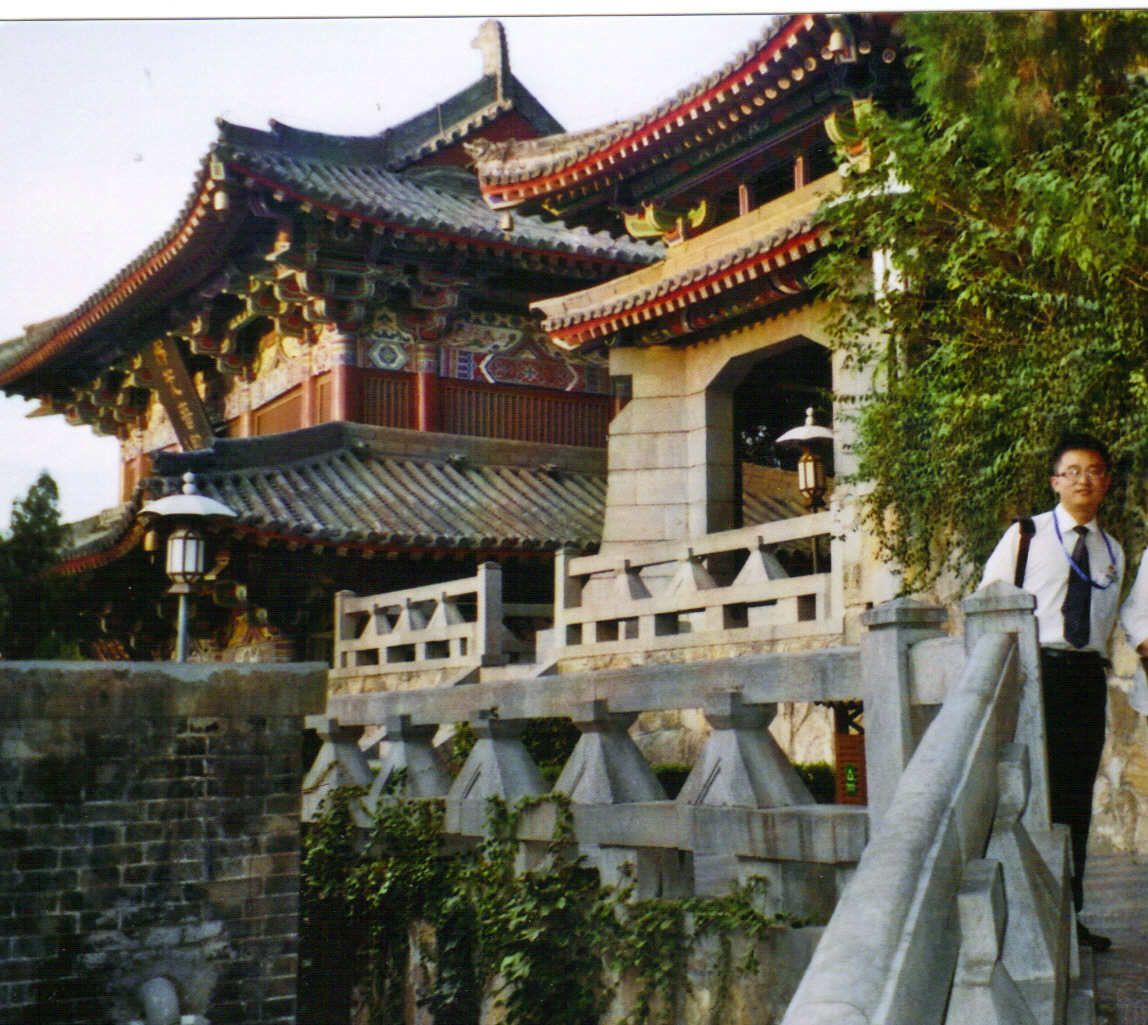
Xiangshan-Kloster
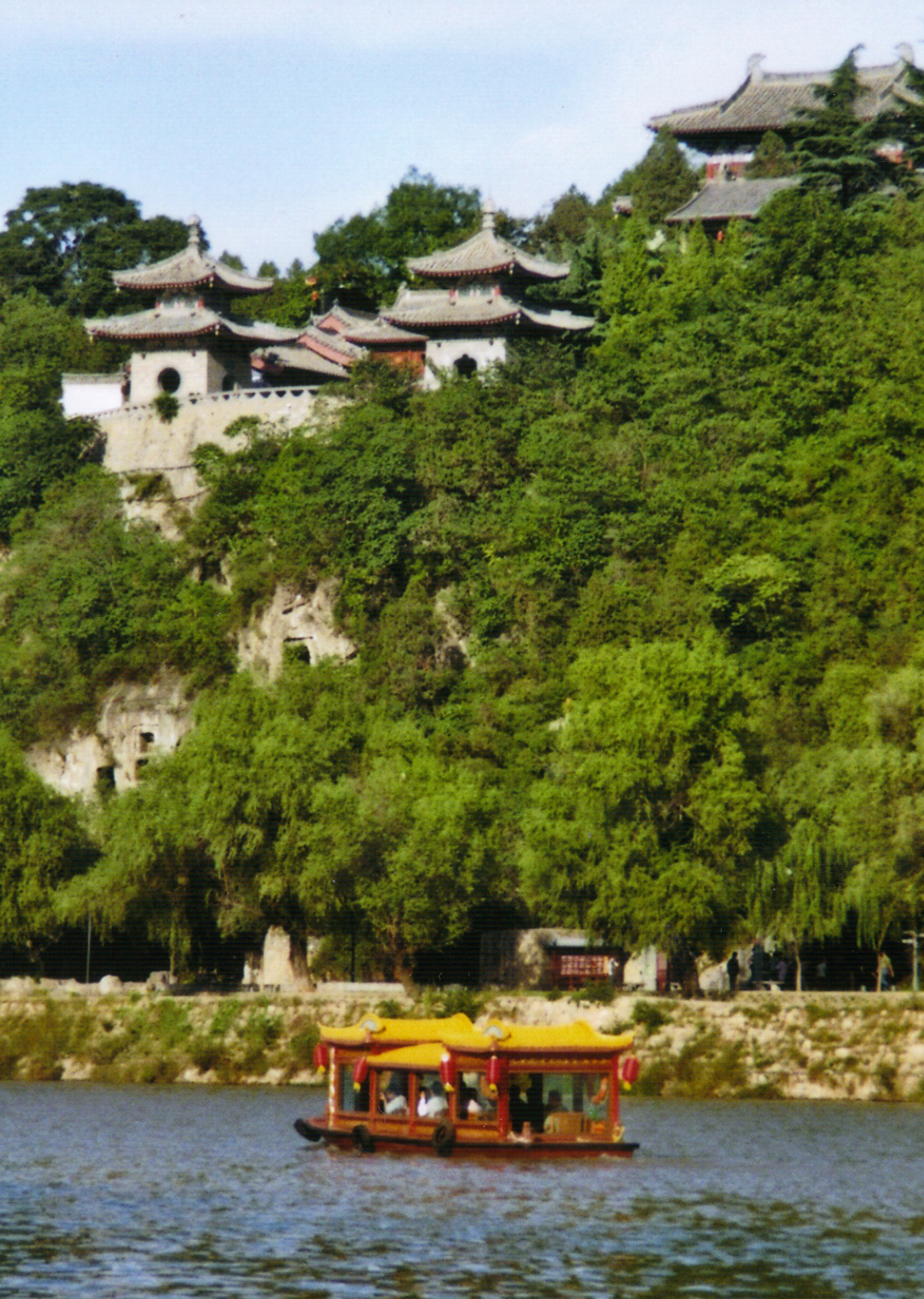
Xiangshan-Kloster und Touristenboot am Yi
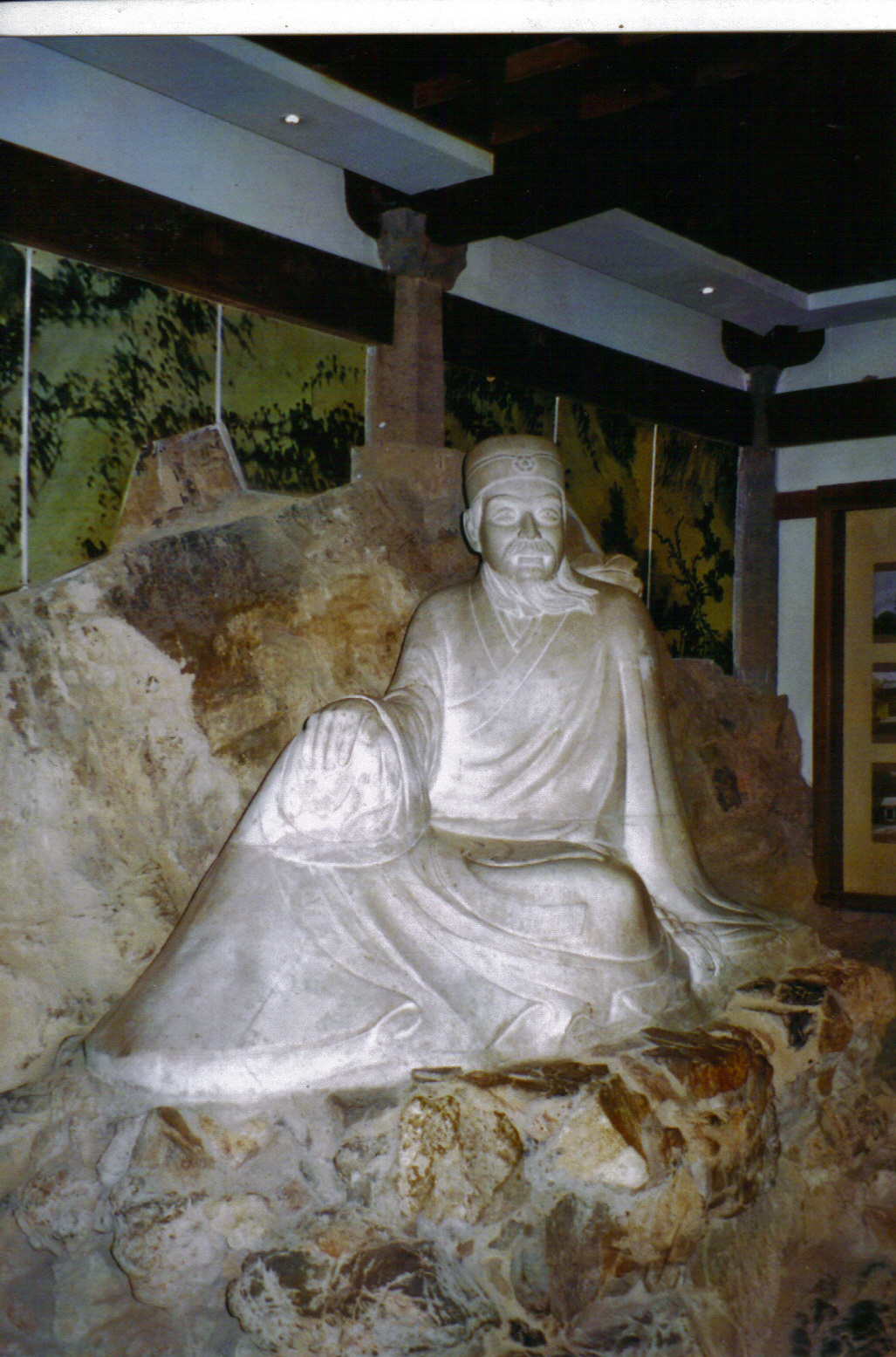
Statue des Dichters Bai Juyi